# Dohoda z Fezu
Smlouvou z Fezu (arabsky معاهدة فاس‎), podepsanou 30. března 1912, se sultán Mulaj Abd-al Háfiz vzdal svrchovanosti Maroka ve prospěch Francie. Maroko se stalo protektorátem, což vyřešilo takzvanou agadirskou krizi z 1. července 1911.